# 교황 표지
교황 표지(敎皇 標識, 라틴어: insignia papalia)는 교황 신분을 외적으로 드러내는 표지를 말한다.
교황도 가톨릭 교회의 성직자이므로 가대복을 사용한다.
- 가대복
- 주케토
- 모제타

교황도 로마의 주교이므로 아래와 같은 주교 표지를 모두 사용한다.
- 주교 반지
- 주교 지팡이
- 주교관
- 가슴 십자가
- 팔리움 - 팔리움은 주교 가운데 권한을 지닌 주교들이 사용한다.

덧붙여 교황만이 사용하는 고유한 표지들은 아래와 같다.
- 파논
- 교황관
- 교황 십자가
- 어부의 반지 - 교황 반지
- 옴브렐리노 - 작은 양산
- 세디아 게스타토리아 - 교황 가마
- 교황의 문장
- 교황의 레갈리아와 휘장
- 성선
- 카마우로

직접적이지는 않지만 참조할 것들은 아래와 같다.
- 교황 전용차
- 사도 궁전
- 하베무스 파팜